# W-League (Australia) 2016-17
La W-League 2016-17 fue la novena edición de la W-League, la máxima categoría del fútbol femenino en Australia. Participaron 9 equipos en 14 jornadas y una fase final de eliminatorias a la que clasificaron los 4 primeros equipos de la temporada regular.
El Canberra United FC ganó la fase regular y el Melbourne City se convirtió en el primer equipo de la liga en consagrarse campeón de la temporada por segunda vez consecutiva.

## Equipos
| Equipo                   | Ciudad    | Estadio                                       | Capacidad            |
| ------------------------ | --------- | --------------------------------------------- | -------------------- |
| Adelaide United          | Adelaida  | Elite Systems Football Centre Coopers Stadium | 200 17.000           |
| Brisbane Roar            | Brisbane  | A.J. Kelly Park Suncorp Stadium               | 1.500 52.500         |
| Canberra United FC       | Canberra  | McKellar Park                                 | 3.500                |
| Melbourne City           | Melbourne | CB Smith Reserve AAMI Park                    | 2.000 30.050         |
| Melbourne Victory        | Melbourne | Lakeside Stadium Epping Stadium AAMI Park     | 12.000 10.000 30.050 |
| Newcastle Jets           | Newcastle | McDonald Jones Stadium                        | 33.000               |
| Perth Glory              | Perth     | Dorrien Gardens                               | 4.000                |
| Sydney FC                | Sídney    | Lambert Park                                  | 7.000                |
| Western Sydney Wanderers | Sídney    | Marconi Stadium Popondetta Park               | 9.000 2.500          |

## Clasificación
| Pos. | Equipo                   | Pts. | PJ | G | E | P | GF | GC | Dif. | Clasificación   |
| ---- | ------------------------ | ---- | -- | - | - | - | -- | -- | ---- | --------------- |
| 1    | Canberra United (T)      | 23   | 12 | 7 | 2 | 3 | 33 | 21 | +12  | Campeón T. Reg. |
| 2    | Perth Glory              | 23   | 12 | 7 | 2 | 3 | 22 | 18 | +4   | Eliminatorias   |
| 3    | Sydney FC                | 22   | 12 | 7 | 1 | 4 | 22 | 16 | +6   | Eliminatorias   |
| 4    | Melbourne City (C)       | 20   | 12 | 6 | 2 | 4 | 19 | 14 | +5   | Eliminatorias   |
| 5    | Newcastle Jets           | 15   | 12 | 4 | 3 | 5 | 18 | 18 | 0    |                 |
| 6    | Adelaide United          | 14   | 12 | 3 | 5 | 4 | 31 | 26 | +5   |                 |
| 7    | Brisbane Roar            | 13   | 12 | 4 | 1 | 7 | 15 | 21 | −6   |                 |
| 8    | Western Sydney Wanderers | 13   | 12 | 4 | 1 | 7 | 14 | 29 | −15  |                 |
| 9    | Melbourne Victory        | 7    | 12 | 2 | 1 | 9 | 10 | 28 | −18  |                 |

 Fuente: Soccerway
(T) Campeón del Torneo Regular.

(C) Campeón de la temporada.

## Eliminatorias
Los cuatro primeros equipos de la temporada regular compiten por el título del campeonato.
|  | Semifinales | Semifinales        | Semifinales |                |   | Grand Final | Grand Final | Grand Final |  |
|  |             |                    |             |                |   |             |             |             |  |
|  |             |                    |             |                |   |             |             |             |  |
|  | 1           | Canberra United FC | 0           |                |   |             |             |             |  |
|  | 1           | Canberra United FC | 0           |                |   |             |             |             |  |
|  | 4           | Melbourne City     | 1           |                |   |             |             |             |  |
|  | 4           | Melbourne City     | 1           |                | 1 | Perth Glory | 0           |             |  |
|  |             |                    |             |                | 1 | Perth Glory | 0           |             |  |
|  |             |                    | 2           | Melbourne City | 2 |             |             |             |  |
|  | 2           | Perth Glory        | 2           | Melbourne City | 2 | 5           |             |             |  |
|  | 2           | Perth Glory        |             |                |   | 5           |             |             |  |
|  | 3           | Sydney FC          | 1           |                |   |             |             |             |  |
|  | 3           | Sydney FC          | 1           |                |   |             |             |             |  |
|  |             |                    |             |                |   |             |             |             |  |

| Campeón        |
| Melbourne City |
| 2.° título     |